# Peter Snell
Peter George Snell (Opunake, 17 dicembre 1938 – Dallas, 12 dicembre 2019) è stato un mezzofondista neozelandese, vincitore di tre medaglie d'oro ai Giochi olimpici, di cui una a Roma 1960 negli 800 metri piani, e due a Tokyo 1964 negli 800 e nei 1500 metri piani.

## Biografia
Scoperto dall'allenatore Arthur Lydiard, a Roma 1960 negli 800 metri sfidò il belga Roger Moens, allora primatista mondiale. Snell passò in testa nel finale e stabilì il record olimpico con 1'46"3.
A Tokyo 1964 stabilì un nuovo record olimpico degli 800 m piani, con 1'45"1. Nei 1500 m piani vinse con 3'38"1, distanziando di un secondo e mezzo gli avversari finiti sul podio, il cecoslovacco Josif Odlozil, argento, e l'altro neozelandese John Davies, bronzo. Era dal 1920 che un mezzofondista non realizzava la doppietta 800/1500 m piani ai Giochi olimpici.
Il 3 febbraio 1962, a Christchurch, Snell stabilì il nuovo record mondiale degli 800 m con il tempo di 1'44"3, che migliorava di ben un secondo e quattro decimi il primato precedente. Questo record, eguagliato negli anni successivi dall'australiano Ralph Doubell e dallo statunitense Dave Wottle, sarà battuto solo nel 1973 dall'italiano Marcello Fiasconaro. Sul finire del 1964 migliorò il primato mondiale del miglio (di cui era già detentore con 3'54"4), correndo in 3'54"1.
Considerato uno dei più grandi sportivi neozelandesi di sempre, il 19 maggio 2007 il Comune di Opunake, sua città natale, ha eretto una statua che lo raffigura. Il 4 agosto 2012 Snell fu introdotto nella IAAF Hall of Fame.
È morto nella sua casa di Dallas negli Stati Uniti d'America all'età di 80 anni.

## Record nazionali

### Seniores
- 800 metri piani: 1'44"3 ( Christchurch, 3 febbraio 1962)

## Palmarès
| Anno | Manifestazione          | Sede  | Evento       | Risultato | Prestazione | Note            |
| ---- | ----------------------- | ----- | ------------ | --------- | ----------- | --------------- |
| 1960 | Giochi olimpici         | Roma  | 800 m piani  | Oro       | 1'46"3      | Record olimpico |
| 1962 | Giochi del Commonwealth | Perth | 880 iarde    | Oro       | 1'47"6      |                 |
| 1962 | Giochi del Commonwealth | Perth | Miglio       | Oro       | 4'04"6      |                 |
| 1964 | Giochi olimpici         | Tokyo | 800 m piani  | Oro       | 1'45"1      | Record olimpico |
| 1964 | Giochi olimpici         | Tokyo | 1500 m piani | Oro       | 3'38"1      |                 |